# Orthotrichum nigritum
Orthotrichum nigritum là một loài rêu trong họ Orthotrichaceae. Loài này được Bruch & Schimp. mô tả khoa học đầu tiên năm 1837.